# Boban Jović
Boban Jović, slovenski nogometaš, * 25. junij 1991, Celje.
Jović je člansko kariero začel leta 2009 v Aluminiju, istega leta je prestopil v Olimpijo, za katero je odigral 150 prvenstvenih tekem v slovenski prvi ligi in dosegel deset golov. 
Za slovensko reprezentanco je debitiral 30. maja 2016 na prijateljski tekmi proti švedski v Malmöju.